# Тавроболий

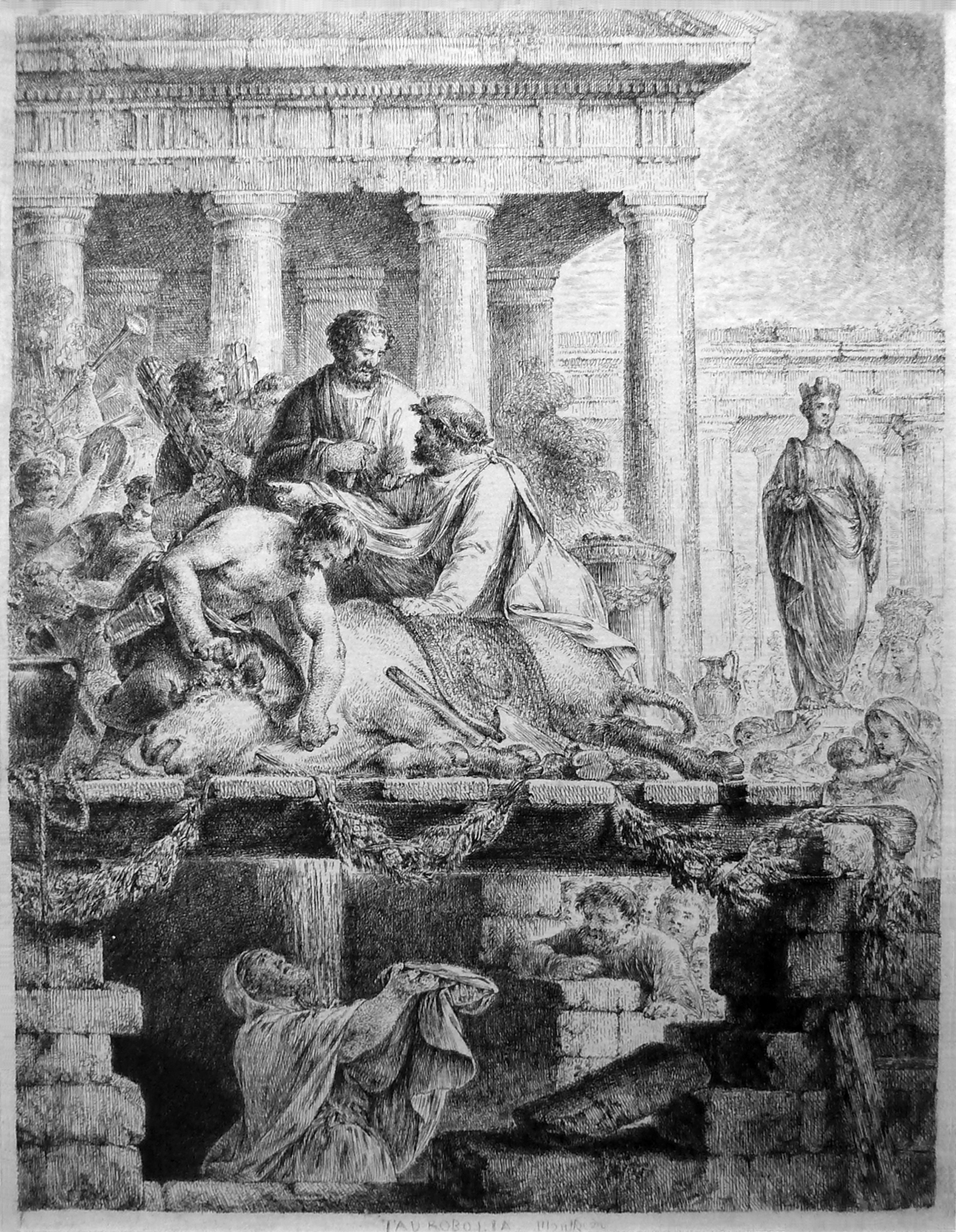
Тавроболий

Тавроболий (лат. Taurobolium) — обряд жертвоприношения быков, введённый в Риме при Антонинах в связи с распространением культа сирийских и персидских божеств и, в особенности, персидского бога солнца — Митры — и фригийской Кибелы. 
Главный момент таинства заключался в окроплении кровью убитого быка или барана, которой приписывалась сила возрождать окроплённых ей. При Юлиане в тавроболии принимали участие первые сановники государства и представители высших жреческих коллегий. Существование таинства тавроболия можно проследить до 390 года. В среде жрецов, имевших отношение к тавроболию, существовала сложная иерархия: так, известны титулы κόρακες, κρύφιοι, leones, leaenae, ἡλιοδρόμοι, patres. На многочисленных античных рельефах, сохранившихся до нашего времени, существуют изображения этого таинства.